# Aeschynomene martii
Aeschynomene martii är en ärtväxtart som beskrevs av George Bentham. Aeschynomene martii ingår i släktet Aeschynomene och familjen ärtväxter. Inga underarter finns listade i Catalogue of Life.